# Geira
Geira – druga solowa płyta Haliny Frąckowiak nagrana przy współpracy z zespołem SBB.

## Lista utworów
Album zawiera utwory:
| 1. | Jesteś spóźnionym deszczem       | 4:04  |
|    |                                  |       |
| 2. | Myśli twoje śnić zaczynam        | 4:28  |
|    |                                  |       |
| 3. | Wzejdę polnym makiem             | 3:43  |
|    |                                  |       |
| 4. | Otwieram list – brązowy wrzesień | 3:48  |
|    |                                  |       |
| 5. | W powszednie dni                 | 3:42  |
|    |                                  |       |
| 6. | Śnij tylko szczęście             | 4:58  |
|    |                                  |       |
| 7. | Pieśń Geiry                      | 4:02  |
|    |                                  |       |
| 8. | Chcę być dla ciebie              | 5:24  |
|    |                                  |       |
| 9. | Brzegi łagodne                   | 5:12  |
|    |                                  |       |
|    |                                  | 39:21 |
|    |                                  |       |

## Skład
Twórcami albumu są:
- Halina Frąckowiak – śpiew
- Józef Skrzek – gitara basowa, pianino, syntezator, minimoog
- Apostolis Anthimos – gitara
- Jerzy Piotrowski – perkusja

## Wydania
Wydane zostały następujące wersje albumu:
- 1977 – Polskie Nagrania Muza LP Numer katalogowy: SX 1428
- 2005 – Metal Mind Productions CD Numer katalogowy: MMP CD 0387
- 2019 - GAD Records CD Numer katalogowy: GAD CD 095